# Koraës-professor
Koraës-professor er en akademisk titel, som bliver tildelt forskere af græsk sprog og litteratur.
Opkaldt efter den græske filosof, oldtidshistoriker og litteraturkender Adamantios Korais (1748-1833), som udformede en moderne udgave af det græske sprog.
Den britiske byzantinist Donald M. Nicol er en af dem som har fået tildelt titlen.